# ماهانورو (بخش)
ماهانورو (به لاتین: Mahanoro) یک بخش‌های ماداگاسکار در ماداگاسکار است که در آتسینانانا واقع شده‌است.